# Soyoung Yoon

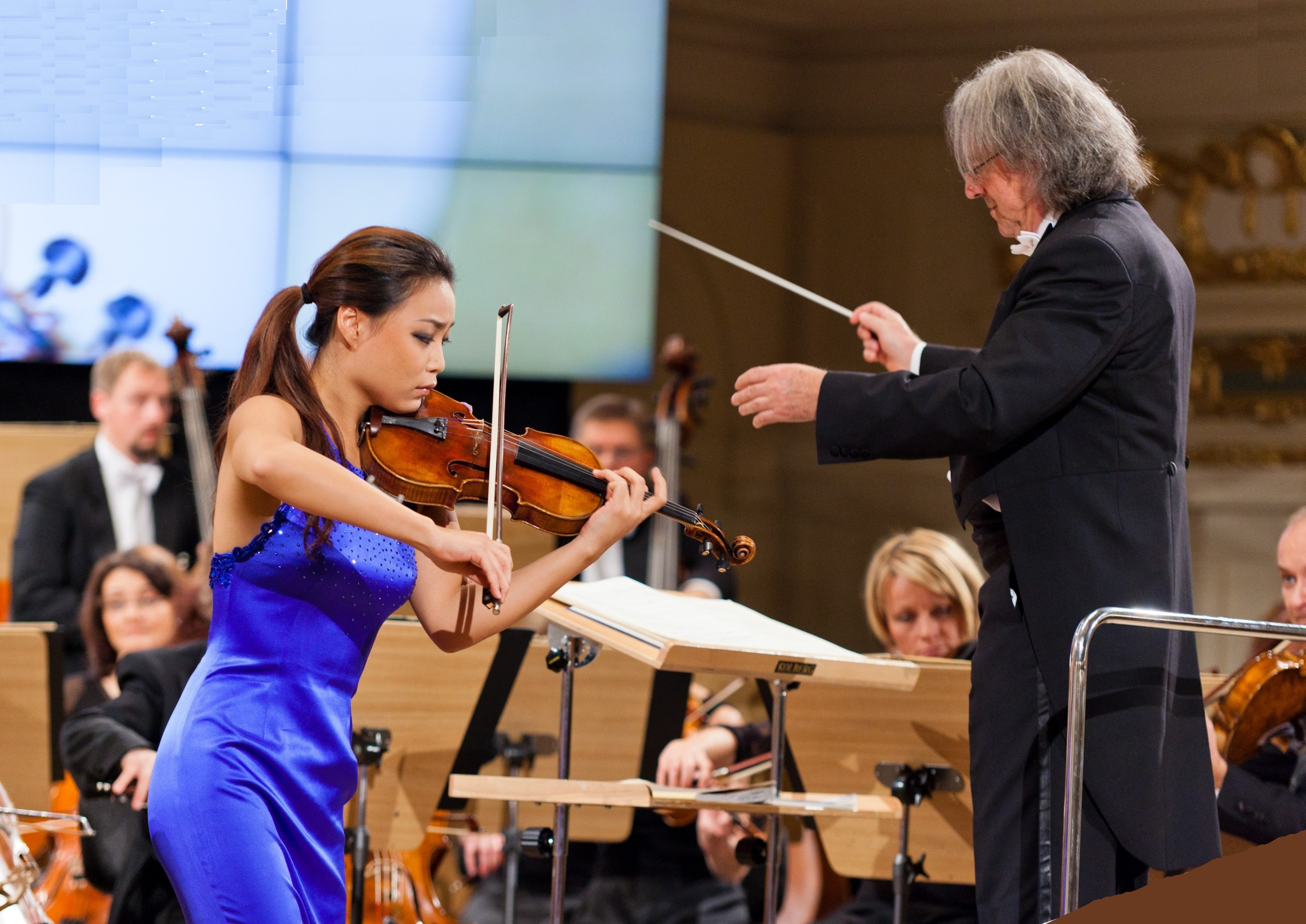
Soyoung Yoon - Concorso di Violino H. Wieniawski, 2011

윤소영?, 尹昭泳?, Yun SoyeongLR, Yun SoyŏngMR; 
Soyoung Yoon (Seul, 28 ottobre 1984) è una violinista sudcoreana.

## Biografia
Ha iniziato a suonare il violino all'età di cinque anni. Suona con lo Stradivari King George del 1710 e con il violino del 1773 ex Bückeburg G.B. Guadagnini.
Soyoung Yoon ha frequentato la Yewon Middle School for Arts, la Seul Arts High School, la Korea National University of Arts, la Cologne University of Music e la Zurich University of Arts, dove ha studiato sotto Zakhar Bron.

## Premi
- Primo premio, Concorso Internazionale di Violino Henryk Wieniawski, 2011[2]
- Primo premio, Concorso internazionale Yehudi Menuhin per giovani violinisti, 2002
- Primo premio, Cologne International Music Competition, 2003
- Vincitrice, Tibor Varga International Competition, 2005
- Primo premio, David Oistrakh International Violin Competition, Odessa, Ucraina, 2006
- Sesto premio, Concorso Internazionale Regina Elisabetta, 2009
- Medaglia d'argento, International Violin Competition of Indianapolis, 2010[3]